# Hasan Prodovič
Hasan Prodovič nebo Prodovitius byl od roku 1558 (asi do 1564) Sandžak-bej Fiľakovského sandžaku.
Byl bosenského původu. Prosazoval expanzivní politiku vůči Turky neobsazeným oblastem na dnešním středním Slovensku. Ve dnech 4.–5. dubna 1562 v bitvě u Sečan porazil s 800člennou jízdou spojená vojska Zvolenské stolice a hornických měst o síle asi 10 000 mužů. Z 30. června 1562 pochází list Hasana Prodoviče ve slovenštině, ve kterém vyzval obyvatele okolí Banské Bystrice, aby se poddali Fiľakovskému sandžaku.